# Dinamo solare
Per dinamo solare si intende il processo fisico che genera il campo magnetico solare. Il Sole è circondato da un campo magnetico dipolare, così come molti altri corpi celesti, fra i quali la Terra. Il campo dipolare è prodotto da una corrente elettrica circolare che fluisce in profondità seguendo la legge di Ampère. Questa corrente è prodotta da uno sforzo di taglio (uno "stiramento di materia") fra parti differenti del Sole che ruotano a velocità diverse e per il fatto che il Sole stesso sia un ottimo conduttore elettrico (e dunque governato dalle leggi della magnetoidrodinamica).
La dinamo solare è autoeccitante e caotica: la direzione del campo si inverte ogni 11 anni, causando il ciclo delle macchie solari.

## Meccanismo
Il meccanismo dettagliato della dinamo solare non è noto ed è oggetto di ricerche.
I fluidi con caratteristiche di conduttori elettrici possono formare una dinamo semplicemente tagliando il fluido stesso come conseguenza della Legge di Lenz dell'induzione: muovendo un fluido attraverso un campo magnetico preesistente si induce una corrente elettrica nel fluido che distorce il precedente campo magnetico. La direzione della distorsione è quella in cui le linee di campo tendono ad essere trascinate via col fluido. Se il flusso possiede una componente di sforzo di taglio, ogni linea di campo è tirata dalla corrente amplificando così il campo magnetico esistente. Questi sistemi sono chiamati dinamo MHD. A seconda della struttura del flusso, la dinamo può essere autoeccitata e stabile, autoeccitata e caotica o decadente.
La dimensione e l'ampiezza della tachocline solare svolgono un ruolo importante nei modelli ipotizzati di dinamo solare che prevedono un avvolgimento del debole campo poloidale per creare un più forte campo toroidale. Tuttavia recenti osservazioni radio eseguite su stelle fredde e nane brune, che non hanno un nucleo radiante ma solo una zona di convezione, hanno evidenziato che queste stelle riescono a mantenere un campo magnetico di scala e forza paragonabile a quello solare e mostrano un'attività simile a quella solare nonostante l'assenza della tachocline. Questo suggerisce che la zona di convezione da sola possa permettere il funzionamento della dinamo solare.

## Ciclo solare
La più importante variazione del campo magnetico solare è collegata a un ciclo quasi-periodico di circa 11 anni, caratterizzato da un aumento e successiva diminuzione del numero di macchie solari.
Le macchie solari appaiono come chiazze scure sulla fotosfera solare e sono collegate alla concentrazione delle linee del campo magnetico. Durante un minimo solare sono visibili poche macchie e quelle che compaiono sono presenti solo alle alte latitudini. Quando il ciclo si avvicina al suo massimo, le macchie solari tendono a formarsi più vicino all'equatore solare, seguendo la legge di Spörer.
Il ciclo undecennale delle macchie solari è la metà dei 22 anni del Modello di Babcock del ciclo della dinamo solare, che corrisponde ad uno scambio dell'oscillazione di energia tra il campo magnetico toroidale e poloidale del Sole. In corrispondenza di un massimo solare, il campo magnetico dipolare esterno poloidale è vicino alla forza minima del suo ciclo, mentre il campo quadrupolare toroidale, generato attraverso la rotazione differenziale all'interno della tachocline, è in prossimità della sua massima forza. A questo punto del ciclo della dinamo, la risalita per galleggiamento all'interno della zona convettiva produce la fuoriuscita del campo magnetico toroidale attraverso la fotosfera, dando origine a una coppia di macchie solari, grossolanamente allineate in senso est-ovest e con polarità magnetiche opposte. La polarità magnetica delle coppie di macchie si alterna ad ogni ciclo solare, fenomeno noto come ciclo di Hale.
Durante la fase declinante di un ciclo solare, l'energia si sposta dal campo magnetico toroidale interno a quello poloidale esterno, e le macchie solari diminuiscono di numero. Al minimo solare, il campo toroidale è al suo minimo, le macchie sono relativamente rare mentre il campo poloidale è al suo massimo. Nel ciclo successivo, la rotazione differenziale riconverte l'energia magnetica dal campo poloidale a quello toroidale, con una polarità che è opposta rispetto al ciclo precedente. Il processo va avanti in continuazione con uno scenario idealmente di 11 anni, che corrispondono all'inversione di polarità del campo magnetico solare.
Prolungati minimi dell'attività solare possono essere associati all'interazione tra una coppia di onde della dinamo solare provocata da battimenti di interferenza.